# Культурно-дослідницький центр України та Китаю «Ланьхва»
Міжнародна громадська організація «Культурно-дослідницький центр України та Китаю "Ланьхва"»  (або «LanHua») — українська громадська організація, що була створена в листопаді 2011 року командою однодумців, які цікавляться культурою та традиціями Китаю, а офіційно зареєстровано в 2012 році.

## Мета та напрями діяльності
Організація займається спільними історичними та культурними дослідженнями між Україною та Китаєм та пропагуванням української культури у Китаї і представленням китайської культури в Україні. Метою роботи організації «LanHua» є сприяння поглиблення співпраці та взаємодії в різних сферах між українським та китайськими народами, а також організація обміну досвідом між ними за допомогою проведення спільних заходів та досліджень.
Основними напрямами діяльності організації є:
- спільне дослідження та взаємна популяризація історії українського та китайського народів
- вивчення культурної спадщини України та Китаю, сприяння їх відродженню, а також підтримка народної творчості та використання народних традицій у розвитку культури та мистецтва, збереження історико-культурної спадщини
- проведення спільних заходів в сферах науки, освіти, мистецтва, музики, кіно, фізичної культури та спорту між Україною та Китаєм
- сприяння розвитку туризму між Україною та Китаєм
- обмін інформацією, досвідом та спеціалістами, проведення спільних досліджень та спільних заходів в сфері археології: конференцій, науково-практичних семінарів, виставок колекцій на території обох держав
- проведення спільних культурно-просвітницьких та наукових заходів між Україною та Китаєм від творчих конкурсів, аукціонів, авторських вечорів до фестивалів та концертів
- підготовка книг та статей, створення аудіовізуальної продукції з метою популяризації досягнень української та китайської культури і мистецтва
- сприяння зміцненню взаєморозуміння та співробітництва між Україною та Китайською Народною Республікою[5].

## Структура організації
Керівник організації — голова правління Юрій Котик
Осередки організації «LanHua» існують у десяти областях України (Київська, Львівська, Чернігівська, Вінницька, Одеська, Черкаська, Миколаївська, Волинська та Хмельницька) та у Києві, а до окупації Криму — в Автономній Республіці Крим та Севастополі. Також в організація має 2 осередки у Китаї — у містах Чженьцзян та Шанхаї.

## Проекти
Міжнародна громадська організація «Культурно-дослідницький центр України та Китаю "Ланьхва"» проводить у Львові щорічно з 2012 року фестиваль «Китайський Новий рік у Львові», присвячений популяризації традицій святкувань нового року за китайським календарем у Китаї за підтримки Посольства Китаю в Україні
Організація спільно з Генеральним консульством України у Шанхаї, шанхайською компанією «Їнлунь» та Шанхайським офісом Китайської асоціації ділового співробітництва посприяла відкриттю Українського центру культурних обмінів у м. Шанхай 24 серпня 2013 року
Також організація відкрила Центр мови та культури «Ні Хао» у Львові у листопаді 2013 року, який проводить безкоштовні заняття із вивчення китайської мови та китайською культурою, його історії та традицій, зокрема, і для дітей. Успішне закінчення навчання у центрі мови та культури Китаю удає можливість отримати відповідний сертифікат, дійсний на території України та у Китаї. Центр мови та культури «Ні Хао» проводить й інші заходи, зокрема, Свято небесних ліхтарів.
За сприяння Культурно-дослідницького центру України та Китаю «Ланьхва» та Посольства Китайської Народної Республіки в Україні було реалізовано культурницький проект «Радісне свято весни» у березні 2016 року у Львівському театрі опери і балету імені Соломії Крушельницької за участі артистів Чженчжоуського театру опери та балету, Шаолінської школи бойових мистецтв «Тагоу» (м. Денфен) та виконавців на національних китайських інструментах Ерху та Чжен. Також організація сприяла проведенню численних виставок українських митців в Китаї та сприяли організації гастролей українських вокальних ансамблів «La Vivo» та «United People»
Також Міжнародна громадська організація «Культурно-дослідницький центр України та Китаю "Ланьхва"» у травні 2018 року підписала угоду про спів працю з Хмельницькою міською радою.

### Газета "Дивовижний Китай"
При організації з 10 жовтня 2013 року виходить газета «Дивовижний Китай», яка є єдиною в Україні газетою про життя та культуру КНР українською мовою.
Газета розповсюджується по України, за місяць виходь два номери. Знайомить з історією, людьми, розпоповідає про різні аспекти сучасного Китаю. Для читачів є різноманітні вікторини, переможці яких отримують цінні подарунки та автентичні сувеніри.

### «Китайський Новий рік в Україні» або “Радісне свято весни” (Чуньцзє)
Започаткований центром фестиваль «Китайський Новий рік в Україні» або “Радісне свято весни” (Чуньцзє) у Львові, що присвячений традиціям святкування Нового року в Китаї та дозволяє львів’янам і гостям міста безпосередньо взяти участь у цих дійствах. Вперше Фестиваль відбувся 22 січня 2012 року. 
Організатори Фестивалю визначають надзвичайну можливість особисто доторкнутися до справжньої китайської традиції святкування Нового року, відчути атмосферу цього свята, взяти участь у карнавальному параді-ході центральними вулицями Львова, новорічних конкурсах, споглядати феєричне лазерне шоу, почастуватися національною китайською їжею  [Архівовано 28 травня 2019 у Wayback Machine.].